# Eccles cake

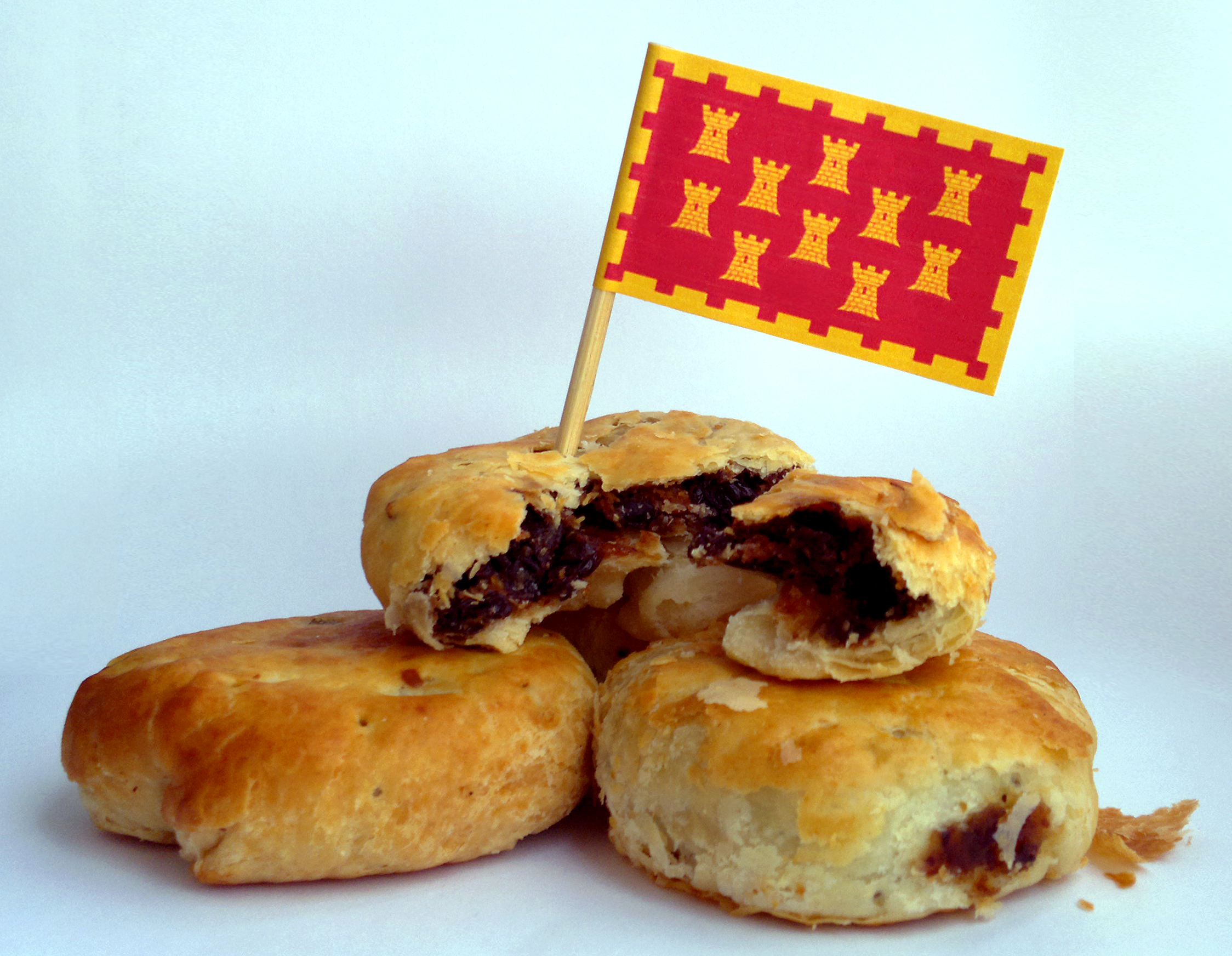
Eccles cakes. Het vlagje is dat van Greater Manchester.

Een Eccles cake is een rond koekje van met krenten en rozijnen gevuld bladerdeeg, eventueel bestrooid met bruine suiker. Eccles cakes zijn vernoemd naar het stadje Eccles in Greater Manchester. Voor zover bekend was James Birch in 1793 de eerste die de koekjes verkocht, al doet een niet gestaafd verhaal de ronde dat een vergelijkbaar koekje onder het puriteinse beleid van Oliver Cromwell verboden zou zijn geweest. Ofschoon ze oorspronkelijk vooral in Lancashire verspreid waren, waarin Eccles voorheen lag, zijn Eccles cakes heden ten dage in het hele Verenigd Koninkrijk bekend; ze zijn niet als officieel streekproduct erkend. 
De oorspronkelijke winkel waarin Eccles cakes verkocht werden, bevond zich op de hoek van Vicarage Street en St Mary’s Street, maar is thans verdwenen. In een kookboek van Elizabeth Raffald uit 1769 wordt een koekje met dezelfde ingrediënten vermeld, zij het nog niet onder de naam Eccles cake.
Moderne Eccles cakes bevatten in de regel boter en muskaatnoot. Het recept van Elizabeth Raffald vermeldde onder andere dooier, gelatine en brandewijn; de koekjes werden vanaf de vroege 19de eeuw naar het buitenland geëxporteerd, waarbij toevoeging van alcohol de houdbaarheid verlengde. Normaliter zijn de commercieel verkrijgbare Eccles cakes tegenwoordig niet alcoholisch.
Vergelijkbare koekjes zijn de Chorley cake, die iets platter is, en de ovale Banbury cake.